# Sztofrowa Huta
Sztofrowa Huta (kasz. Sztofrowô Hëta) – wieś kaszubska w Polsce położona w województwie pomorskim, w powiecie kościerskim, w gminie Nowa Karczma. Na wschód od miejscowości znajduje się jezioro Łąkie.
W latach 1975–1998 miejscowość administracyjnie należała do województwa gdańskiego.

## Nazwy źródłowe miejscowości
kasz. Stofrowô Hëta, niem. Stoffershütte